# Colette Rosselli
Colette Rosselli, nata Colette Cacciapuoti, nota anche con lo pseudonimo di Donna Letizia (Losanna, 25 maggio 1911 – Roma, 9 marzo 1996), è stata una scrittrice, illustratrice e pittrice italiana.
È nota soprattutto per la seguita rubrica di bon ton Il saper vivere, che ha tenuto prima su Grazia e in seguito su Gente. Come illustratrice aveva iniziato a pubblicare i suoi disegni a New York per le riviste Harper's Bazaar, Mademoiselle e Vogue, illustrando anche libri per bambini, alcuni dei quali scritti da lei stessa.

## Biografia
Nata a Losanna, nella Svizzera francese, il 25 maggio 1911, da madre inglese e padre napoletano, Colette Cacciapuoti crebbe in una famiglia borghese, agiata, francofila e di religione protestante, trascorrendo l'infanzia tra Firenze e la Versilia, con estati passate in una villetta di proprietà della famiglia a Forte dei Marmi.
I primi libri, Il primo libro di Susanna e Il secondo libro di Susanna, vennero pubblicati sotto lo pseudonimo "Nicoletta" durante la Seconda guerra mondiale: vennero originariamente scritti e illustrati da Colette per la figlia. Per Mondadori pubblicò in seguito altri volumi, tra i quali: Prime rime, Collolungo, Questa è Margherita e Il Cavaliere Dodipetto. Illustrò inoltre alcune edizioni dei primi anni cinquanta di libri di fiabe e narrativa. Nel 1951 collaborò in questa veste con Franca Valeri, illustrando Il diario della signorina Snob, stampato originalmente per Mondadori e riedito da Lindau nel 2003, con ristampa nel 2009.
Nello stesso periodo collaborò quale illustratrice a vari quotidiani e riviste internazionali, tra cui Vogue, Harper's Bazaar, New Yorker e altri. Stanca di essere l'illustratrice più sottopagata, negli anni sessanta cessò tale attività abbandonando la Mondadori in favore di altri editori per i quali scriverà soprattutto libri di galateo e di memorie.

### Donna Letizia
Sempre negli anni cinquanta divennero di moda le rubriche di galateo tenute da redattrici con nomi altisonanti e spesso blasonati, non sempre realmente appartenenti all'ex nobiltà italiana. In questo periodo, Arnoldo Mondadori suggerì a Colette Rosselli di tenere a sua volta una rubrica di bon ton sul settimanale Grazia, ma senza riferimenti nobiliari e inventò così lo pseudonimo di "Donna Letizia". Durante un'intervista nel 1994, raccontò alla giornalista Adele Cambria la nascita dello pseudonimo:
«Intorno al 1950, quando nasceva l'Italietta del benessere, quando certi ceti sociali facevano un salto di qualità [...] questo strato di società rampante non sapeva come barcamenarsi e allora è nata Donna Letizia, devo dire suggeritami da Arnoldo Mondadori, che mi chiamò proprio per propormela e mi disse: "Non faccia la ripetizione delle altre [...] Faccia una rubrica con un nome gentile, invogliante" e qual è questo nome? Me lo trovò lui: Donna Letizia.»
Come "Donna Letizia" tenne a lungo una popolare rubrica intitolata Il saper vivere su Grazia e, in seguito, a partire dal 1978 al 1984, sul settimanale Gente.
Qui Colette rispondeva alle domande riguardanti questioni di galateo e buone maniere, con humour e pungente ironia, per dispensare quelle buone maniere che l'Italia del boom economico le chiedeva attraverso lettere indirizzate alla sua rubrica, trovandosi improvvisamente a dover fare i conti con l'etichetta, avendo ospiti blasonati e figli da istruire.
Nel 1960 uscì il primo libro ispirato alla rubrica Il saper vivere di Donna Letizia (Arnoldo Mondadori Editore), di cui disegnava anche le spiritose illustrazioni. Un vero e proprio Manuale di galateo che raccoglie una vasta gamma di consigli, dall'educazione dei figli a come comportarsi in società. Il libro venne ristampato per tutti gli anni successivi e una nuova versione, aggiornata e riveduta, Il nuovo saper vivere di Donna Letizia (Arnoldo Mondadori Editore), venne dato alle stampe trent'anni dopo la prima edizione, nel 1990.
Nel 1981 Colette Rosselli raccolse il meglio di venticinque anni di lettere indirizzate a Donna Letizia nel libro, pubblicato da Rusconi Editore, Cara Donna Letizia... Venticinque anni in confidenza, dove mette a confronto epistole che trattano temi similari nel corso degli anni, evidenziando così il contrasto tra il "prima" e il "dopo" rivoluzione sessuale. Nel 1984, appunto, Colette Rosselli decise di "far morire" il personaggio di Donna Letizia, soprattutto perché i tempi erano troppo cambiati e non c'era più spazio per il suo personaggio nella società italiana degli anni ottanta.

### Altre attività
Colette Rosselli scrisse libri di memorie autobiografiche come Ma non troppo (1986), una serie di "ritratti" letterari di personaggi più o meno celebri; Case di randagia (1989), in cui traccia la propria esistenza ricordando le case in cui è vissuta, e l'ultimo C'era una volta il galateo (1996), che parte ricordando i libri di galateo posseduti per poi ricordare comportamenti tenuti in varie occasioni da persone da lei conosciute e frequentate.
A partire dagli anni settanta, all'attività di scrittrice e illustratrice affiancò così quella di pittrice, partecipando a numerose mostre.
Apparve in alcune trasmissioni televisive, tra cui Almanacco del giorno dopo, per la quale condusse per un breve periodo la rubrica sulle buone maniere, affidata in seguito a Giovanni Nuvoletti.

### Morte
Nel gennaio 1996 venne colpita da un ictus, in seguito al quale morì il 9 marzo successivo nella sua casa romana in piazza Navona. La sua salma riposa a Genova, nel Cimitero Monumentale di Staglieno, accanto alla sorella.

## Vita privata
Dopo una lunga relazione con Indro Montanelli iniziata negli anni cinquanta, nel 1974 lo sposò in seconde nozze. Conservò tuttavia il cognome Rosselli, che aveva assunto in seguito al primo matrimonio con Raffaello Rosselli, cugino dei perseguitati Carlo e Nello. Colette si era separata da Rosselli nel 1940, mentre Indro Montanelli ottenne il divorzio da Margarethe Colins de Tarsienne solo nel 1972.

## Opere

### Narrativa per ragazzi
Libri scritti e illustrati da Colette Rosselli:
- Il primo libro di Susanna, Arnoldo Mondadori Editore, 1941. ISBN non esistente (firmato con lo pseudonimo Nicoletta)
- Il secondo libro di Susanna, Arnoldo Mondadori Editore, 1942. ISBN non esistente (firmato con lo pseudonimo Nicoletta)
- Per i bimbi buoni e anche per quelli cattivi, Arnoldo Mondadori Editore, 1948. ISBN non esistente (raccolta e ristampa di alcune rime già contenute nei precedenti volumi, con differenti illustrazioni)
- Il terzo libro di Susanna, Arnoldo Mondadori Editore, 1950. ISBN non esistente
- Collolungo, Arnoldo Mondadori Editore, 1951. ISBN non esistente
- Questa è Margherita, Arnoldo Mondadori Editore, 1952. ISBN non esistente
- Il cavalier Dodipetto, Arnoldo Mondadori Editore, 1953. ISBN non esistente
- Pamplona, miss bella mucca, La Sorgente, 1957. ISBN non esistente
- I poemetti di Susanna, Arnoldo Mondadori Editore, 1958. ISBN non esistente
- Prime rime di Susanna, Arnoldo Mondadori Editore, 1958. ISBN non esistente (ristampa de Il primo libro di Susanna)
- Il primo libro di Susanna, Giunti Editore, 1983. ISBN non esistente (ristampa)
- Il secondo libro di Susanna, Giunti Editore, 1983. ISBN non esistente (ristampa)
- Prime rime, Giunti Editore, 1985. ISBN non esistente (ristampa di Prime rime di Susanna)
- Il cavalier Dodipetto, Arnoldo Mondadori Editore, 1993. ISBN 88-04-36968-X (ristampa)

Libri scritti da Colette Rosselli e illustrati dalle fotografie di Carlo Bavagnoli:
- Felicetta e Barico: storia vera, Arnoldo Mondadori Editore, 1961. ISBN non esistente
- Tre storie vere di cani, Arnoldo Mondadori Editore, 1962. ISBN non esistente

### Saggistica
Manuali di galateo e libri di memorie.
- Il saper vivere di Donna Letizia, Arnoldo Mondadori Editore, 1960. ISBN non esistente (comprende illustrazioni)
- Cara Donna Letizia... venticinque anni in confidenza, Rusconi Editore, 1981. ISBN non esistente
- Ma non troppo, Longanesi & C., 1986. ISBN 8830406791
- Case di Randagia, Longanesi & C., 1989. ISBN 8830408964
- Il nuovo saper vivere di Donna Letizia, Arnoldo Mondadori Editore, 1990. ISBN 88-04-33676-5 (versione riveduta e aggiornata de Il saper vivere)
- C'era una volta il galateo, Longanesi & C., 1996. ISBN 883041350X
- Il saper vivere di Donna Letizia, BUR, 2007. ISBN 8817018767 (ristampa)

### Illustrazioni
Libri di altri autori illustrati da Colette Rosselli.
- Angiolo Silvio Novaro Il cestello, Arnoldo Mondadori Editore, 1951. ISBN non esistente
- Franca Valeri Il diario della signorina snob, Arnoldo Mondadori Editore, 1951. ISBN non esistente
- Wilhelm Hauff Naso Nasone e altri racconti, Arnoldo Mondadori Editore, 1951. ISBN non esistente
- Fratelli Grimm Pollicino in viaggio e altre fiabe, Arnoldo Mondadori Editore, 1952. ISBN non esistente
- Hans Christian Andersen Le scarpette rosse e altri racconti, Arnoldo Mondadori Editore, 1953. ISBN non esistente
- John Ruskin Il re del fiume d'oro, Arnoldo Mondadori Editore, 1953. ISBN non esistente
- Indro Montanelli Storia di Roma, Longanesi, 1957. ISBN non esistente
- William Cole I went to the animal fair, The World Publishing Company, 1958. ISBN non esistente
- Indro Montanelli Storia dei greci, Rizzoli, 1959. ISBN non esistente
- Alvar Gonzáles Palacio, Giorgio Soavi Disegni di Colette Rosselli, Longanesi, 1983.
- Franca Valeri Il diario della signorina snob, Edizioni Lindau, 2003. ISBN 88-7180-474-0 (ristampa)